# سنبوليات
السُّنبُوليَّات هي فصيلة من الحلزونات البحرية الرخويات بطنيات الأقدام البحرية. أشهر أجناسه السنبولة.